# Ribeirão Quilombo
Ribeirão Quilombo é um rio brasileiro do estado de São Paulo. Nasce no município de Campinas, passando por  Paulínia, Sumaré, Nova Odessa e terminando no Rio Piracicaba em Americana. Atualmente está com águas altamente poluídas devido a despejos de esgotos domésticos e industriais, principalmente nas cidades de Hortolândia, Nova Odessa e Sumaré.